# Байбаков, Александр Борисович
Александр Борисович Байбако́в (1907—1976) — инженер-конструктор, кораблестроитель, главный конструктор и начальник ЦКБ «Ленинская кузница», почётный член НТО имени академика А. Н. Крылова.

## Биография
Родился 30 августа (12 сентября) 1907 года в Сквире (ныне Киевская область, Украина) в семье юриста.
После окончания Киевской электропрофшколы работал чертёжником на заводе «Большевик». С 1927 года работал на киевском заводе «Ленинская кузница» конструктором судостроительном КБ, затем старшим конструктором и начальником сектора.
В 1931 году окончил вечернее отделение Киевского индустриального института, получил квалификацию инженера-механика. В 1935 году был назначен начальником конструкторского бюро, а в 1936 году на должность главного инженера судоверфи. С 1938 года — главный конструктор завода, руководил проектированием и строительством минных заградителей и речных мониторов.
С началом Великой Отечественной войны завод «Ленинская кузница» был эвакуирован в город Зеленодольск (ТАССР). Председателем комиссии по эвакуации завода был А. Байбаков. Сотрудники завода «Ленинская кузница» пополнили коллектив Зеленодольского судостроительного завода имени Горького. Байбаков стал главным конструктором объединённого завода имени Горького, а в сентябре 1943 года — главным инженером. В годы войны завод производил боеприпасы, строил бронекатера, ремонтировал боевые корабли Волжской военной флотилии.
В апреле 1945 года завод «Ленинская кузница» вернулся в Киев. Байбаков был назначен начальником и главным конструктором специального конструкторского бюро завода. В 1945 — 1953 годах на предприятии было разработано 32 проекта, по которым построено более тысячи судов.
В 1966 году КБ было завершено проектирование, а в 1967 году — заводом был построен первый отечественный средний рыболовный морозильный траулер с кормовым тралением, что значительно повышало эффективность судна.
Умер  14 июля 1976 года. Похоронен в Киеве на Байковом кладбище.

## Награды и премии
- три ордена Трудового Красного Знамени
- медали
- Сталинская премия третьей степени (1948) — за разработку и внедрение в производство усовершенствованной стандартной конструкции речного буксира
- Государственная премия УССР в области науки и техники (1976 — посмертно) — за создание рыболовного морозильного  траулера

## Память
- Имя Александра Байбакова носит один из рыболовных траулеров, построенный на заводе «Ленинская кузница».
- В Киеве на доме по улице Горького, 10, где в 1948—1976 годах жил в конструктор, 13 июля 2001 года была установлена мемориальная доска.